# Irv Gotti
Irv Gotti, a właściwie Irving Domingo Lorenzo, Jr. (ur. 26 czerwca 1970 w Nowym Jorku, zm. 5 lutego 2025 tamże) – amerykański producent hip-hopowy. Założyciel wytwórni muzycznej Murder Inc.
Lorenzo urodził się i wychował w Nowym Jorku. Był z pochodzenia Afroamerykaninem i Dominikańczykiem. Pod koniec lat 90. XX wieku, wspólnie z bratem Chrisem założył wytwórnię muzyczną Murder Inc Records. Produkował utwory muzyczne dla takich artystów jak Jay-Z, Ashanti, Ja Rule, DMX czy Jennifer Lopez.
Był żonaty z Debbie Lorenzo. Miał troje dzieci: córkę Angie i synów JJ i Sonny'ego.